# Kermur de Legal
François Antoine de Kermur Sire de Legall, né le 4 septembre 1702 à Versailles et mort à Paris vers 1792, est un joueur d'échecs français du XVIIIe siècle. Il est le premier joueur d'échecs professionnel dont le nom (écrit Kermur, Kermeur ou Kermuy et Legal, Legall ou Legalle) soit resté à la postérité.

## Biographie
Pendant plusieurs décennies et jusqu'à un âge avancé, Legall joue des parties avec enjeux au Café de la Régence, qui est un lieu d'échecs de rayonnement international à l'époque. Dans Le Neveu de Rameau, Diderot le mentionne comme un vieil habitué du café. La différence de niveau entre le joueur professionnel et son adversaire est alors compensée par un handicap correspondant (pion et trait, pièce mineure, tour, etc.)
À partir de 1741, Legall est le professeur de François-André Philidor, le plus grand maître d'échecs du XVIIIe siècle. Jusqu'à ce qu'il soit vaincu par son élève, Legall est considéré comme le joueur d'échecs le plus fort de France.
Dans l'histoire des échecs, son nom est associé au mat de Legal, joué dans une partie contre Saint-Brie à Paris en 1750. Il ne reste malheureusement pas de traces d'une autre partie jouée par lui.

## Le témoignage de Diderot
« Si le temps est trop froid, ou trop pluvieux, je me réfugie au café de la Régence ; là je m'amuse à voir jouer aux échecs. Paris est l'endroit du monde, et le café de la Régence est l'endroit de Paris où l'on joue le mieux à ce jeu. C'est chez Rey que font assaut Légal le profond, Philidor le subtil, le solide Mayot, qu'on voit les coups les plus surprenants, et qu'on entend les plus mauvais propos ; car si l'on peut être homme d'esprit et grand joueur d'échecs, comme Légal ; on peut être aussi un grand joueur d'échecs, et un sot, comme Foubert et Mayot. »
[...]
« Ah, ah, vous voilà, monsieur le philosophe, et que faites-vous ici parmi ce tas de fainéants ? Est-ce que vous perdez aussi votre temps à pousser le bois ? C'est ainsi qu'on appelle par mépris jouer aux échecs ou aux dames. »
« MOI.-- Non, mais quand je n'ai rien de mieux à faire, je m'amuse à regarder un instant, ceux qui le poussent bien. »
« LUI.-- En ce cas, vous vous amusez rarement ; excepté Légal et Philidor, le reste n'y entend rien. »

## Témoignages anglais
Le portrait suivant de Legall est donné dans le London Magazine, en mai 1825, dans un article intitulé Chess and Chess Players by an ancient Amateur (Échecs et joueurs d’échecs par un vieil amateur) :

« Je suis probablement, et sans la moindre exception, le plus ancien joueur d’échecs en Europe. J’ai non seulement eu l’honneur de jouer sur le terrain des échecs contre M. Philidor, mais j’ai souvent joué au Café de la Régence contre M. de Legalle, le maître de ce distingué professeur, et qui, dans ma jeunesse, était meilleur joueur que son célèbre élève. Il n’y a pas d’homme dont je garde de la personne et de la conduite un souvenir plus vif que de M. de Legalle ; c’était un vieux monsieur mince et pâle, toujours assis à la même place au Café et qui depuis nombre d’années portait le même manteau vert que lorsque j’ai visité Paris pour la première fois. Tandis qu’il jouait aux échecs, il prenait des prises de tabac en telle quantité que son jabot était littéralement saturé des particules de poudre qui s’y accrochaient, et il avait d’ailleurs l’habitude d’animer la compagnie, pendant le déroulement du jeu, par des remarques diverses que chacun admirait pour leur éclat, et qui peut-être me frappaient d’autant plus fort que j’étais à l’époque peu familiarisé avec la langue française »

— London Magazine, 
Le livre The life of Philidor (La vie de Philidor) nous rapporte les considérations suivantes qui peuvent nous donner une idée de la force de Legall devant un échiquier :

« M. de Kermur, sire de Legal, âgé à l’époque d’une quarantaine d’années, régnait en maître dans ce célèbre Café, et il était sans aucun doute un joueur d’une force extraordinaire ; car seul Philidor a été capable de le battre, et pas avant qu’il eût atteint l’apogée de sa force en jouant contre Sir Abraham Janssen et la Stamma syrienne. Le "meilleur joueur du groupe" devait accepter de M. de Legal l’avantage de la tour; et il lui fallut trois ans pour gravir les échelons, à divers degrés, jusqu’à ce qu’il eût l’honneur d’affronter son maître, à armes égales et à rang égal. »